# Championnat du Ghana de football 1978
Navigation
Saison précédente Saison suivante
La saison 1978 du Championnat du Ghana de football est la vingtième édition de la première division au Ghana, la Premier League. Elle regroupe, sous forme d'une poule unique, les dix-huit meilleures équipes du pays qui se rencontrent deux fois, à domicile et à l'extérieur. En fin de saison, les deux derniers du classement sont relégués et remplacés par les deux meilleurs clubs de deuxième division.
C'est le club d'Hearts of Oak SC qui remporte le championnat cette saison après avoir terminé en tête du classement final, avec trois points d'avance sur le tenant du titre, Sekondi Hasaacas et quatre sur l'un des clubs promus, Real Tamale United. C'est le septième titre de champion du Ghana de l'histoire du club.

## Les clubs participants
| - Hearts of Oak SC - Asante Kotoko - Dumas Boys of GTP - Great Olympics - Real Tamale United - Promu de D2 - GIHOC Stars - Volta Juantex - Promu de D2 - Fankobaa Swedru - SS-1974 | - Eleven Wise - Bofoakwa Tano FC - Sekondi Hasaacas - Cornerstones Kumasi - Brong Ahafo United - Mysterious Dwarfs - Complex Stars of FCC - All Blacks FC - Akotex FC |

## Compétition
Le barème de points servant à établir les classements se décompose ainsi :
- Victoire : 2 points
- Match nul : 1 point
- Défaite : 0 point

### Première phase
| Rang | Équipe               | Pts | J  | G  | N  | P  | Bp | Bc | Diff |
| ---- | -------------------- | --- | -- | -- | -- | -- | -- | -- | ---- |
| 1    | Hearts of Oak SC     | 45  | 34 | 20 | 5  | 9  | 45 | 23 | +22  |
| 2    | Sekondi HasaacasT    | 42  | 34 | 14 | 13 | 7  | 41 | 22 | +19  |
| 3    | Real Tamale UnitedP  | 41  | 34 | 16 | 9  | 9  | 50 | 28 | +22  |
| 4    | Asante KotokoC       | 39  | 34 | 16 | 7  | 11 | 57 | 39 | +18  |
| 5    | Akotex FC            | 38  | 34 | 15 | 8  | 11 | 33 | 41 | -8   |
| 6    | Great Olympics       | 37  | 34 | 12 | 13 | 9  | 35 | 33 | +2   |
| 7    | Dumas Boys of GTP    | 37  | 34 | 13 | 11 | 10 | 36 | 40 | -4   |
| 8    | Mysterious Dwarfs    | 35  | 34 | 10 | 15 | 9  | 31 | 32 | -1   |
| 9    | GIHOC Stars          | 34  | 34 | 8  | 18 | 8  | 23 | 24 | -1   |
| 10   | Cornerstones Kumasi  | 33  | 34 | 11 | 11 | 12 | 38 | 42 | -4   |
| 11   | Eleven Wise          | 33  | 33 | 9  | 15 | 9  | 22 | 27 | -5   |
| 12   | Complex Stars of FCC | 32  | 34 | 10 | 12 | 12 | 28 | 33 | -5   |
| 13   | SS-1974              | 32  | 34 | 11 | 10 | 13 | 40 | 49 | -9   |
| 14   | Bofoakwa Tano FC     | 29  | 33 | 7  | 15 | 11 | 32 | 37 | -5   |
| 15   | Volta JuantexP       | 27  | 34 | 8  | 11 | 15 | 25 | 40 | -15  |
| 16   | Brong Ahafo United   | 24  | 33 | 7  | 10 | 16 | 30 | 41 | -11  |
| 17   | Fankobaa Swedru      | 23  | 34 | 8  | 7  | 19 | 35 | 53 | -18  |
| 18   | All Blacks FC        | 23  | 33 | 6  | 11 | 16 | 29 | 38 | -9   |

|  | Qualification pour la Coupe des clubs champions africains 1979                        |
|  | Qualification pour la Coupe des Coupes 1979                                           |
|  | Relégation directe en deuxième division                                               |
|  | T : Tenant du titre C : Vainqueur de la Coupe du Ghana P : Promu de deuxième division |

## Bilan de la saison
| Championnat du Ghana de football 1977-1978 |                             |
| Champion                                   | Hearts of Oak SC (7e titre) |
| Coupes et trophées                         |                             |
| Vainqueur de la Coupe du Ghana 1977-1978   | Asante Kotoko               |
| Qualifications continentales               |                             |
| Coupe des clubs champions africains 1979   | Hearts of Oak SC            |
| Coupe des Coupes 1979                      | Asante Kotoko               |
| Promotions et relégations                  |                             |
| Promus en Premier League                   | Susu Biribi FC              |
| Promus en Premier League                   | Tarkwa Gold Stars           |
| Relégués en Second League                  | Fankobaa Swedru             |
| Relégués en Second League                  | All Blacks FC               |